# 辛加朗火山
辛加朗火山是印度尼西亞的火山，與西南面的坦迪卡特火山組成雙火山，位於蘇門答臘島，屬於巴里桑山脈的一部分，行政方面由西蘇門答臘省負責管轄，海拔高度2,877米，沒有火山爆發的記錄。